# Ніно Сутідзе
Ніно Сутідзе (груз. ნინო სუთიძე; нар. 27 березня 1992, Зваре, Грузія) — грузинська футболістка, захисниця клубу «Ніке» та національної збірної Грузії.

## Кар'єра гравця

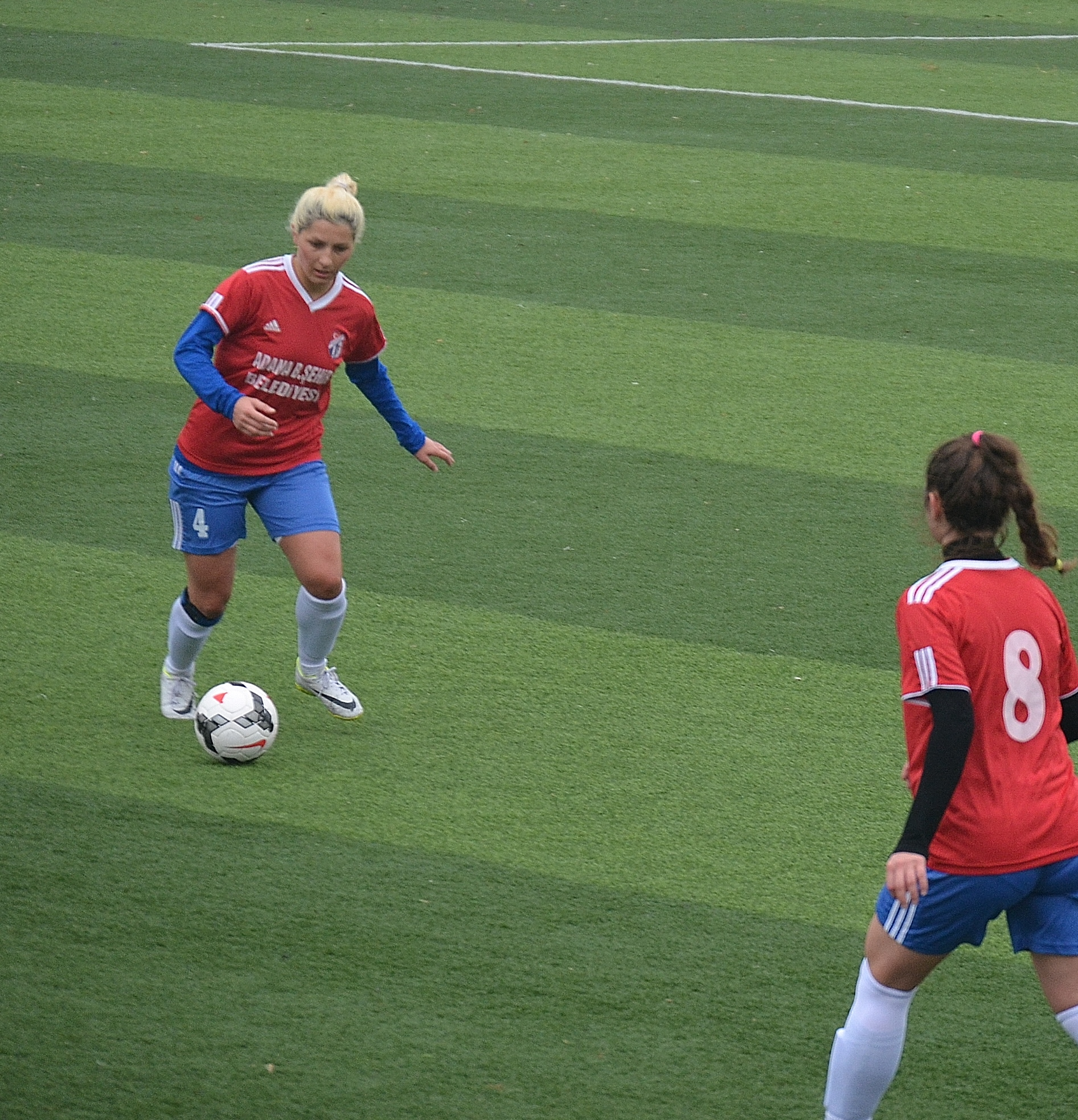
Ніно Сутідзе (ліворуч) контролює м'яч у футболці «Адана Ідманюрдуспор» у виїзному матчі сезону 2014/15 проти «Аташехір Беледієспор».

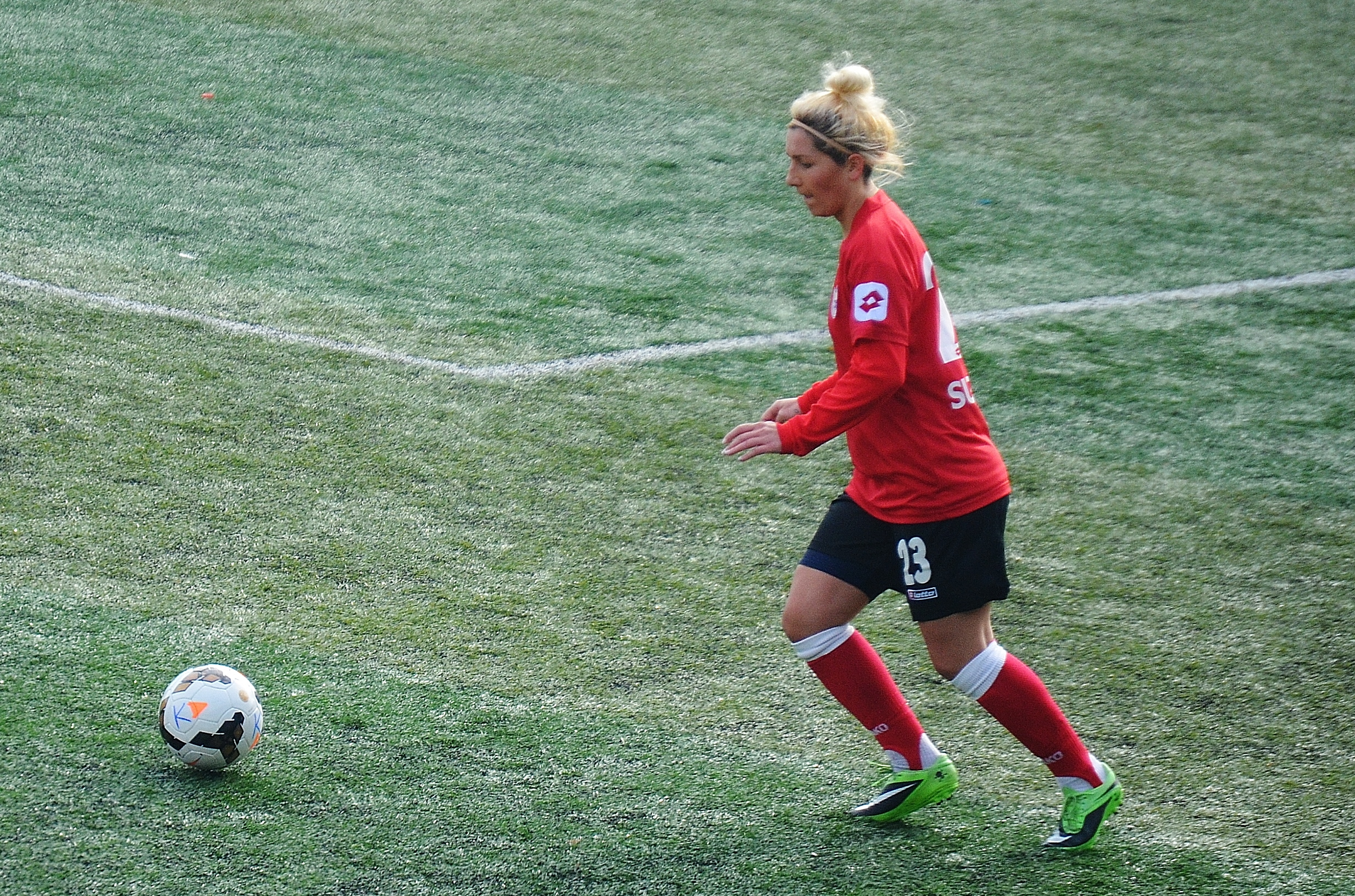
Ніно Сутідзе у футболці «Конак Беледієспор» у сезоні 2015/16 років.

Футбольну кар'єру розпочала в грузинському клубі «Іверія» (Чашурі). Влітку 2008 року перейшла до першої команди ФК «Норчі Дінамоелі» (Тбілісі). У своєму першому сезоні виграла чемпіонат Грузії 2008/09, у футболці якої брала участь у матчах групи А жіночої Ліги чемпіонів УЄФА 2009/10. Зіграла у всіх трьох групових матчах, після чого грузинки залишили турнір. Два сезони по тому перейшла до «Байя» (Зугдіді), у складі якого виграла вдруге в кар'єрі чемпіонат Грузії.
2 грудня 2011 року перейшла до турецького клубу «Конак Беледієспор». З командою з ізмірською командою виграла Першу лігу Туреччини 2013 року. Брала участь у жіночій Лізі чемпіонів УЄФА 2013/14 років і зіграла в чотирьох із семи матчах, до чвертьфіналу.
На початку другої половини сезону 2013/14 років «Конак Беледієспор» призупинила її заявку, щоб мати можливість використовувати співвітчизницю Тетяну Матвєєву, а також двох інших іноземок, румунок Косміни Душі та Ралуку Сарге. Жіночі футбольні команди Туреччини можуть мати у своєму складі не більше трьох легіонерок.
У сезоні 2014/15 років вона перейшла в «Адану Ідманд'юспор», де виступала за півсезони. У другій половині сезону 2014/15 років вона переїхала до «Каршияка» з Ізміру. На початку сезону 2015/16 років повернулася до колишнього клубу, «Конак Беледієспор». У сезоні 2016/17 років приєдналася до стамбульського «Аташехір Беледієспора».

## Кар'єра в збірній
Виступала за дівочу збірну Грузії (WU-17) та молодіжну збірну Грузії (WU-19).
У футболці національної збірної Грузії дебютувала 3 березня 2011 року в матчі кваліфікаційного раунду чемпіонату Європи 2013 роки проти Мальти .

## Клубна статистика
Станом на 18 квітня 2018
| Клуб                        | Сезон             | Ліга                 | Ліга  | Ліга | Континентальні | Континентальні | Національні | Національні | Загалом | Загалом |
| Клуб                        | Сезон             | Дивізіон             | Матчі | Голи | Матчі          | Голи           | Матчі       | Голи        | Матчі   | Голи    |
| --------------------------- | ----------------- | -------------------- | ----- | ---- | -------------- | -------------- | ----------- | ----------- | ------- | ------- |
| «Норчі Дінамоелі» (Тбілісі) | 2008–10           |                      |       |      | 3              | 0              |             |             | 3       | 0       |
| «Норчі Дінамоелі» (Тбілісі) | Загалом           | Загалом              |       |      | 3              | 0              |             |             | 3       | 0       |
| «Байя» (Зугдіді)            | 2010–11           |                      |       |      | 3              | 0              |             |             | 3       | 0       |
| «Байя» (Зугдіді)            | Загалом           | Загалом              |       |      | 3              | 0              |             |             | 3       | 0       |
| «Конак Беледієспор»         | 2011–12           | Перша ліга Туреччини | 16    | 0    | –              | –              |             |             | 16      | 0       |
| «Конак Беледієспор»         | 2012–13           | Перша ліга Туреччини | 5     | 0    | –              | –              |             |             | 5       | 0       |
| «Конак Беледієспор»         | 2013–14           | Перша ліга Туреччини | 2     | 0    | 4              | 0              |             |             | 6       | 0       |
| «Конак Беледієспор»         | Загалом           | Загалом              | 23    | 0    | 4              | 0              |             |             | 27      | 0       |
| «Ідманд'юспор»              | 2014–15           | Перша ліга Туреччини | 9     | 0    | –              | –              |             |             | 9       | 0       |
| «Ідманд'юспор»              | Загалом           | Загалом              | 9     | 0    | –              | –              |             |             | 9       | 0       |
| «Каршияка»                  | 2014–15           | Перша ліга Туреччини | 8     | 0    | –              | –              | 3           | 0           | 11      | 0       |
| «Каршияка»                  | Загалом           | Загалом              | 8     | 0    | –              | –              | 3           | 0           | 11      | 0       |
| «Конак Беледієспор»         | 2015–16           | Перша ліга Туреччини | 8     | 0    | –              | –              | 7           | 0           | 15      | 0       |
| «Конак Беледієспор»         | Загалом           | Загалом              | 8     | 0    | –              | –              | 7           | 0           | 15      | 0       |
| «Аташехір Беледієспор»      | 2016–17           | Перша ліга Туреччини | 21    | 0    | –              | –              | 4           | 0           | 25      | 0       |
| «Аташехір Беледієспор»      | 2017–18           | Перша ліга Туреччини | 11    | 1    | –              | –              | 0           | 0           | 11      | 1       |
| «Аташехір Беледієспор»      | Загалом           | Загалом              | 32    | 1    | –              | –              | 4           | 0           | 36      | 1       |
| Усього за кар'єру           | Усього за кар'єру | Усього за кар'єру    | 80    | 1    | 10             | 0              | 14          |             | 104     | 1       |

## Досягнення
«Норчі Дінамоелі»
- Чемпіонат Грузії
  -  Чемпіон (1): 2008/09[1]

«Баїя» (Зугдіді)
- Чемпіонат Грузії
  -  Чемпіон (1): 2009–10.[3]

«Конак Беледієспор»
- Перша ліга Туреччини
  -  Чемпіон (3): 2012/13, 2013/14, 2015/16

«Аташехір Беледієспор»
- Перша ліга Туреччини
  -  Чемпіон (1): 2017/18
  -  Бронзовий призер (1): 2016/17